# Бочариков, Максим Петрович
Максим Петрович Бочариков (1908—1986) — старший сержант Рабоче-крестьянской Красной Армии, участник Великой Отечественной войны, Герой Советского Союза (1945).

## Биография
Максим Бочариков родился 10 октября 1908 года в селе Лычное в крестьянской семье. Получил начальное образование. С 1926 года работал в городе Шарья Костромской области. В 1930—1932 годах проходил службу в Рабоче-крестьянской Красной Армии. Демобилизовавшись, работал на Урале, в Куйбышеве (ныне — Самара), на строительстве канала Москва-Волга.
С 1940 года проживал в посёлке Большая Инта Коми АССР, работал начальником базы общего снабжения на строительстве угольного месторождения. В июле 1942 года Бочариков был повторно призван на службу Кожвинским районным военным комиссариатом Коми АССР. С сентября 1942 года — на фронтах Великой Отечественной войны. К августу 1944 года гвардии сержант Максим Бочариков командовал отделением 132-го гвардейского стрелкового полка 42-й гвардейской стрелковой дивизии 40-й армии 2-го Украинского фронта. Отличился во время боёв в Румынии.
19 августа 1944 года в ходе прорыва немецкой обороны в районе посёлка Сочь в 10 километрах к юго-западу от города Пашкани вместе со своим отделением Бочариков перерезал проволочные заграждения и проник в расположение противника. Уничтожил гранатами гарнизон дота. Прорвавшись через две линии проволочных заграждений в немецкую траншею, Бочариков автоматным огнём и в рукопашных схватках уничтожил около взвода вражеских солдат и офицеров и захватил в плен 7 солдат противника. Участвовал в отражении нескольких вражеских контратак вместе с 18 бойцами, оставшимися от целого батальона, получил ранения в голову и руку, но не покинул поля боя до подхода подкреплений.
Указом Президиума Верховного Совета СССР от 24 марта 1945 года за «образцовое выполнение боевых заданий командования на фронте борьбы с немецко-фашистскими захватчиками и проявленные при этом мужество и героизм» гвардии сержант Максим Бочариков был удостоен высокого звания Героя Советского Союза с вручением ордена Ленина и медали «Золотая Звезда» за номером 6658.
В ноябре 1945 года в звании старшего сержанта Бочариков был демобилизован. В 1949 году переехал в город Новокуйбышевск, работал в газоспасательной службе Новокуйбышевского нефтеперерабатывающего завода. Умер 3 июня 1986 года, похоронен на новокуйбышевском городском кладбище.

## Награды
Был также награждён орденами Красного Знамени и Отечественной войны 1-й степени, а также рядом медалей.
Почётный гражданин Новокуйбышевска.

## Комментарии
1. ↑  Село Лычное (Лычный[1]) в последующем входило в состав Шабалинского района Кировской области[2][3]; не сохранилось, ныне — территория Октябрьского района Костромской области.